# اکسی‌متازولین
اُکسی‌متازولین یک آگونیست انتخابی آلفا-1 و آگونیست نسبی آلفا-2 بوده و به عنوان ضد احتقان موضعی به کار میرود. این دارو به شکل هیدروکلرید اوکسی متازولین و با نام‌های Afrin ،Dristan ،Nasivin ،Nezeril و ... به فروش می‌رسد. اُکسی‌متازولین اغلب به شکل افشانه بینی عرضه می‌شود.

## کاربرد بالینی
اُکسی‌متازولین به عنوان ضد احتقان بینی و به شکل داروی بدون نسخه (OTC) در دسترس است. این دارو همچنین به دلیل خواص تنگ‌کنندگی رگ ها، برای درمان خون دماغ (اپیستاکسی) و قرمزی چشم نیز به کار میرود.

## مکانیسم اثر
اُکسی‌متازولین نوعی داروی مقلد سمپاتیک است که به‌طور انتخابی به عنوان آگونیست گیرنده آلفا-1 و به‌طور نسبی به عنوان آگونیست گیرنده آلفا-2 عمل می‌کند.

## عوارض جانبی

### احتقان برگشتی
در صورت مصرف بیش از سه روز احتمال بروز احتقان برگشتی (rebound rhinitis) و نیز رینیت دارویی (rhinitis medicamentosa) وجود دارد.

## مصرف در بارداری
از نظر مصرف در دوره بارداری در گروه C قرار دارد که به این معناست که مطالعات کافی صورت نگرفته و نمیتوان بی‌خطر بودن آن را برای جنین تائید کرد.

## شیمی
اُکسی‌متازولین طی کلرومتیلاسیون یک ترکیب به نام
6-tert-butyl-2,4-dimethylphenol
و در ادامه، تغییرشکل مادهٔ کلرومتیلهٔ حاصله به نیتریل تولید می‌شود: